# Horod
Horod (ukr. Город) – wieś na Ukrainie, w obwodzie iwanofrankiwskim, w rejonie kosowskim.